# 通用系统映像
通用系统映像（GSI，全称Generic System Images），是在Android Oreo引入了Project Treble机制后出现一类Android系统映像，它可以在各种支持Project Treble的设备上运行，供应用开发者用于验证和开发应用。

## 用途
在Android Developers中，Android官方提供了Android 的 GSI （页面存档备份，存于），它供应用开发者用于验证和开发应用。同时，在社区中社区成员开发了许多定制Android固件的通用系统映像，其中包括AOSP 、厂商定制的系统固件及开放源代码的系统固件。

## 优劣

### 优势
相对于“线刷”和“卡刷”，通用系统映像无需为设备进行特别适配即可应用在该设备上，且它的制作周期更短，开发者可以使用PhhussonGSI （页面存档备份，存于）和ErfanGSI （页面存档备份，存于）工具从源代码或卡刷包制作GSI。

### 劣势
通用系统映像常常含有Bugs，而且由于其覆盖设备的广阔性，这些问题有时难以被开发者修复。